# U. G. Krishnamurti
Uppaluri Gopala Krishnamurti (Masulipatão, 9 de julho de 1918 — Vallecrosia, 22 de março de 2007), conhecido como U. G. Krishnamurti ou U.G., foi um orador indiano que questionava o estado de iluminação espiritual.
Embora muitos o considerassem "iluminado", U.G. detestava o termo e dizia que se encontrava em um "estado natural". Além disso, afirmava que a procura pela experiência da iluminação apenas afasta o indivíduo desse estado.
Sendo Uppaluri seu nome de família, ele não era parente do filósofo Jiddu Krishnamurti, apesar de tê-lo visitado algumas vezes.

## Primeiros anos
U.G. nasceu em 9 de julho de 1918 na Índia do Sul em uma família brâmane de classe média alta. Sua mãe faleceu logo após ele ter nascido, e ele foi criado pelos seus avós maternos na pequena cidade de Gudivada, perto de Masulipatão.  Seu avô conhecia as principais lideranças da Sociedade Teosófica e educou U.G. em uma atmosfera muito religiosa, abrindo as portas de casa para monges, eruditos, gurus, mahatmas e swamis e levando-o por toda a Índia para conhecer lugares sagrados.
Com 21 anos, U.G. começou a estudar filosofia e psicologia na Universidade de Madras, mas não chegou a se formar. Durante esse período, ele começou a ter um grande envolvimento na Sociedade Teosófica, chegando a ser conferencista nacional durante 7 anos.

## Calamidade
Em 1967, U.G. passou por uma experiência que ele costumava denominar de "calamidade", na qual seus processos vitais teriam cessado por 45 minutos e ele teria sido purificado de todas as suas experiências prévias.

## Filosofia
U.G. afirmava que não possuía ensinamento. Os diálogos que proferiu fornecem uma explicação da espiritualidade em termos do que ele chama de "estado natural". Esse estado seria impossível de atingir por meio de busca, esforço, busca ou qualquer outra estratégia empregada no processo de pensamento.
Para U.G., o pensamento é útil apenas para comunicação. As estruturas que o pensamento produz, suas teorias e hipóteses são úteis apenas na produção de ferramentas e dispositivos tecnológicos. Já as teorias e hipóteses são meras ficções criadas pelo pensamento.
U.G. diz que todos os problemas humanos surgem dos valores que a sociedade ou a cultura ao nosso redor nos impôs. Todos os nossos desejos e metas são transmitidos a nós pela cultura à nossa volta. Somos induzidos a imitar os modelos que a história produziu, como Jesus e o Buda, ou a lutar por utopias como o Reino de Deus ou o Nirvana que esses modelos apresentaram. A contribuição cultural nos dá a noção de que, vivendo assim, obteremos felicidade permanente.
U.G. sustenta que o corpo é um organismo tremendamente inteligente capaz de viver no mundo sem qualquer ajuda. Não precisa de nenhum dos nossos conhecimentos, educação, objetivos, prazeres e felicidade. Não quer alcançar nada ou melhorar a si próprio. Suas únicas necessidades do corpo são sobrevivência e reprodução.
U.G. não fornece nenhum método específico para se livrar das armadilhas do pensamento. Em vez disso, ele quer que vejamos a futilidade de lutar por todos os nossos objetivos de autorrealização. Ele nos pede para descobrir o que realmente queremos. Se estamos livres de todos esses objetivos fictícios e compreendemos que não existe felicidade permanente nem sentido na vida, as nossas vidas se tornam simples e fáceis.